# Paramus
Paramus es un borough ubicado en el condado de Bergen en el estado estadounidense de Nueva Jersey. En el año 2010 tenía una población de 26.342 habitantes y una densidad poblacional de 972,03 personas por km².

## Geografía
Paramus se encuentra ubicado en las coordenadas 40°56′24″N 74°4′16″O / 40.94000, -74.07111.

## Demografía
Según la Oficina del Censo en 2008 los ingresos medios por hogar en la localidad eran de $113,853 y los ingresos medios por familia eran $130,013. Los hombres tenían unos ingresos medios de $78,710 frente a los $51,546 para las mujeres. La renta per cápita para la localidad era de $41,913. Alrededor del 3.3% de la población estaba por debajo del umbral de pobreza.